# 地区特設警備隊
地区特設警備隊（ちくとくせつけいびたい、旧字体：地區特設警備隊󠄁）とは、日本陸軍が太平洋戦争末期の本土決戦に備えて編成した臨時の部隊。連隊区・兵事区の組織を基礎とし、緊急時に防衛召集によって一時的に集めた兵員を充当する。軍民一体となった地域の防衛のため、国民戦闘組織の中核に予定された。樺太の戦いにおいて実戦に参加している。

## 沿革
太平洋戦争が終盤になると、日本軍は本土決戦を想定した準備を進めた。日本本土防衛のための制度としては、地域所在の予備役人員を一時的に動員する防衛召集が規定されており、防衛召集を利用した部隊として1943年（昭和18年）5月から沿岸警備などを任務とする特設警備隊が編成されていた。また、義勇兵として在郷軍人会が自主的に組織した形式の防衛隊も、サイパンの戦いで日本が敗北した1944年（昭和19年）7月以降に全国で結成されていた。ただ、本土決戦で軍が十分な戦力を発揮できる態勢整備には、これらの組織だけでは不十分と考えられた。
そこで、1945年（昭和20年）3月23日、小磯内閣は、本土決戦に向けた国民戦闘組織（後に国民義勇戦闘隊として具体化）の創設を閣議決定した。そして、これに関連して翌24日に発令されたのが、軍令陸甲第48号による地区特設警備隊の編成である。4月以降、全国で918隊を目安として速やかに編成するものとされた。同時に、地域防衛のため地区特設警備隊などの指揮を執る地区司令部も、連隊区司令部・兵事区司令部と兼任する形で編成された（軍令陸甲第47号）。これらの措置に伴い、在郷軍人会防衛隊は発展的に解消されることになった。
地区特設警備隊は、地域ごとに軍民一体となった戦闘態勢を実現し、軍主力が決戦に集中できる環境を整備することが編成意図であった。地域の国民戦闘組織と密接して国民戦闘の中核となる一方、国民戦闘組織と正規軍を結ぶ役割を期待された。既存の特設警備隊との区別を明確化するため、名称にも「地区」が冠せられた。

## 編制と装備
地区特設警備隊の編制は、本部と数個の中隊または小隊から成り、佐官または尉官を隊長とする約300人で構成することが基本とされた。常置される人員は少数で、本部に隊長と尉官1人・下士官4人、分屯する中隊・小隊がある場合には各隊長と下士官若干が置かれる程度に限られた。残りの人員は基本的に防衛召集した地域所在の予備役・国民兵役人員でまかない、例外的に遊撃戦要員には訓練済みの在隊者を充てることになっていた。在郷軍人会との一体化促進のため、常置人員の一部には在郷軍人会幹部を充てた。
装備は、九九式小銃・三十年式銃剣を下士官兵の人数分（帯刀本分者除く）や、シャベル・十字鍬など若干と定められたが、当分の間は下士官以下の軍刀・小銃・銃剣は常置人員分のみとされた。弾薬は小銃1丁につき30発だけであった。

## 実戦
8月にソ連軍との間で起きた樺太の戦いでは、豊原市に司令部を置く豊原連隊区管内で、豊原地区司令部と豊原地区第1-第9特設警備隊が実戦参加した。樺太では3月24日の地区司令部編成後、3月25-26日に7688人を防衛召集して一応の教育を実施済みで、ソ連対日参戦後の8月9日に在郷軍人や中等学校生徒など3628人を防衛召集して地区特設警備隊へ充当した。地区司令官の柳勇少将の日中戦争での経験から、遊撃戦に投入することも計画され、配属された陸軍中野学校卒業者により一部要員に対しては特別の教育が施されている。陣地構築・物資輸送・民間人の避難誘導などにあたったほか、恵須取町の豊原地区第8特設警備隊は上陸してきたソ連軍と激しい戦闘を行っている。
なお、地区特設警備隊の制度創設が3月26日の沖縄諸島へのアメリカ軍上陸の直前であったため、沖縄戦では地区特設警備隊の編成や実戦参加は無かった。地区司令部の編成も4月24日に当分の間延期とされた。